# Weitensfeld im Gurktal
Weitensfeld im Gurktal – gmina targowa w Austrii, w kraju związkowym Karyntia, w powiecie Sankt Veit an der Glan. Według Austriackiego Urzędu Statystycznego liczyła 2128 mieszkańców (1 stycznia 2015).